# 清水雅之
清水 雅之（しみず まさゆき、1971年1月3日 - ）は、日本の元バレーボール選手。

## 来歴
新潟県燕市（旧・西蒲原郡吉田町）出身。法政大学からサントリーサンバーズに入団。2006年3月、現役引退し社業専念。
2015年はサンバーズのチームディレクター、2016年から2019年まではゼネラルマネージャーを務めた。

## 所属チーム
- 法政二高
- 法政大学
- サントリーサンバーズ（1993-2006年）